# Volumen II (álbum)
Caifanes Vol. II, o sencillamente Volumen II, conocido popularmente como El Diablito, es el segundo álbum de estudio de la banda de rock alternativo mexicana Caifanes, publicando el 19 de junio de 1990. El álbum fue presentado por la banda en el teatro Blanquita y durante una entrevista en vivo en el programa La Movida, con Verónica Castro. 
La portada consiste en una fotografía de la banda en blanco y negro, la cual incluye la imagen de un diablo acompañado de una leyenda con reminiscencias del juego de mesa Lotería (un ángel, rosas,  etc.) y que dice justamente «el diablito» en la esquina inferior derecha. Dos milagritos mexicanos, uno de un corazón y el otro de un par de ojos, complementan la portada.
Ocupa el puesto 18 entre los 250 mejores álbumes de la historia del rock iberoamericano por la revista estadounidense Alborde.

## Música e identidad del álbum
El sencillo con el que se impulsó El Diablito fue «La célula que explota», la primera fusión clara entre música mexicana y rock de la banda y que resultaría el paradigma del trabajo que los Caifanes realizarían en el futuro, la cual realmente fue compuesta en 1989, y tocada el mismo año sin haber sido grabada hasta el año siguiente, y además sin el adorno de las trompetas del mariachi. 
Sin embargo, la mayor parte de los temas de este álbum no es un encuentro entre el rock y el mundo folclórico de México; más bien se trata de temas de rock tradicionales pero que confirman que Caifanes comienza a hacerse de un sonido propio, ya alejado del rock oscuro y gótico que los caracterizó en el álbum anterior. Para ello fue importantísima la incorporación de Alejandro Marcovich al grupo, quien fue desarrollando un estilo muy peculiar en la guitarra, fuertemente roquero pero a menudo con matices populares mexicanos (aunque su estilo es claramente identificable sólo a partir de El silencio).
Con este trabajo Saúl Hernández también encontró su voz poética. Sus letras comienzan a ser intrincadas, llenas de figuras, con algunos giros propios del español mexicano y marcadamente líricas.
Además de «La célula que explota», El Diablito incluye algunos otros temas clásicos compuestos por Saúl Hernández: «De noche todos los gatos son pardos», «Los dioses ocultos» y «Amárrate a una escoba y vuela lejos».

## Lista de temas
Saúl Hernández es el autor de todos los temas, excepto por «Detrás de ti», de Saúl Hernández, Diego Herrera y Alfonso André.
| N.º | Título                                | Duración |  |
| 1.  | «Detrás de Tí»                        | 3:36     |  |
| 2.  | «Antes de Que Nos Olviden»            | 4:45     |  |
| 3.  | «La vida no es eterna»                | 4:00     |  |
| 4.  | «De noche todos los gatos son pardos» | 4:13     |  |
| 5.  | «Sombras en tiempos perdidos»         | 5:52     |  |
| 6.  | «El negro cósmico»                    | 3:42     |  |
| 7.  | «La célula que explota»               | 3:33     |  |
| 8.  | «Aquí no pasa nada»                   | 4:41     |  |
| 9.  | «Los Dioses Ocultos»                  | 4:39     |  |
| 10. | «El elefante»                         | 3:00     |  |
| 11. | «Amárrate a una escoba y vuela lejos» | 3:52     |  |

## Videoclips
- La Célula Que Explota
- El Negro Cósmico
- Antes De Que Nos Olviden (Inédito)
- Detras De Ti (Inédito)
- Los Dioses Ocultos (Inédito)

## Miembros

#### Caifanes
- Saúl Hernández – Guitarra y voz
- Diego Herrera – Teclados y saxofón
- Sabo Romo – Bajo
- Alfonso André – Batería y percusiones
- Alejandro Marcovich – Guitarra

#### Colaboradores
- Gustavo Santaolalla – Tom-tom en "Amárrate a una escoba y vuela lejos"
- Randy Brecker – Trompeta en "La célula que explota"
- Daniel Freiberg – Solo de sintetizador en "Sombras en tiempos perdidos"

## Certificaciones
| País   | Organismo certificador | Certificación | Ventas certificadas | Ref.  |
| ------ | ---------------------- | ------------- | ------------------- | ----- |
| México | AMPROFON               | 2× Platino    | 120,000             | [ 4 ] |